# 2012 UT177
2012 UT177, também escrito como 2012 UT177, é um objeto transnetuniano (TNO) que está localizado no cinturão de Kuiper, uma região do Sistema Solar. O mesmo possui uma magnitude absoluta de 7,6 e tem um diâmetro com cerca de 133 km.

## Descoberta
2012 UT177 foi descoberto no dia 21 de outubro de 2012.

## Órbita
A órbita de 2012 UT177 tem uma excentricidade de 0,128 e possui um semieixo maior de 47,410 UA. O seu periélio leva o mesmo a uma distância de 41,355 UA em relação ao Sol e seu afélio a 53,465 UA.